# لوكاس سانتوس (لاعب كرة قدم)
لوكاس سانتوس هو لاعب كرة قدم برازيلي، ولد في 7 مارس 1999 في ريو دي جانيرو في البرازيل. لعب مع نادي سيسكا موسكو.

## وصلات خارجية
- لوكاس سانتوس على موقع قاعدة بيانات كرة القدم.إي يو (الإنجليزية)
- لوكاس سانتوس على موقع Soccerway.com (الإنجليزية)
- لوكاس سانتوس على موقع عالم كرة القدم.نت (الإنجليزية)